# لیندن، هلند شمالی
لیندن (به هلندی: Lijnden) یک منطقهٔ مسکونی در هلند است که در هارلمرمیر واقع شده‌است. لیندن ۹۱۴ نفر جمعیت دارد.

## نگارخانه

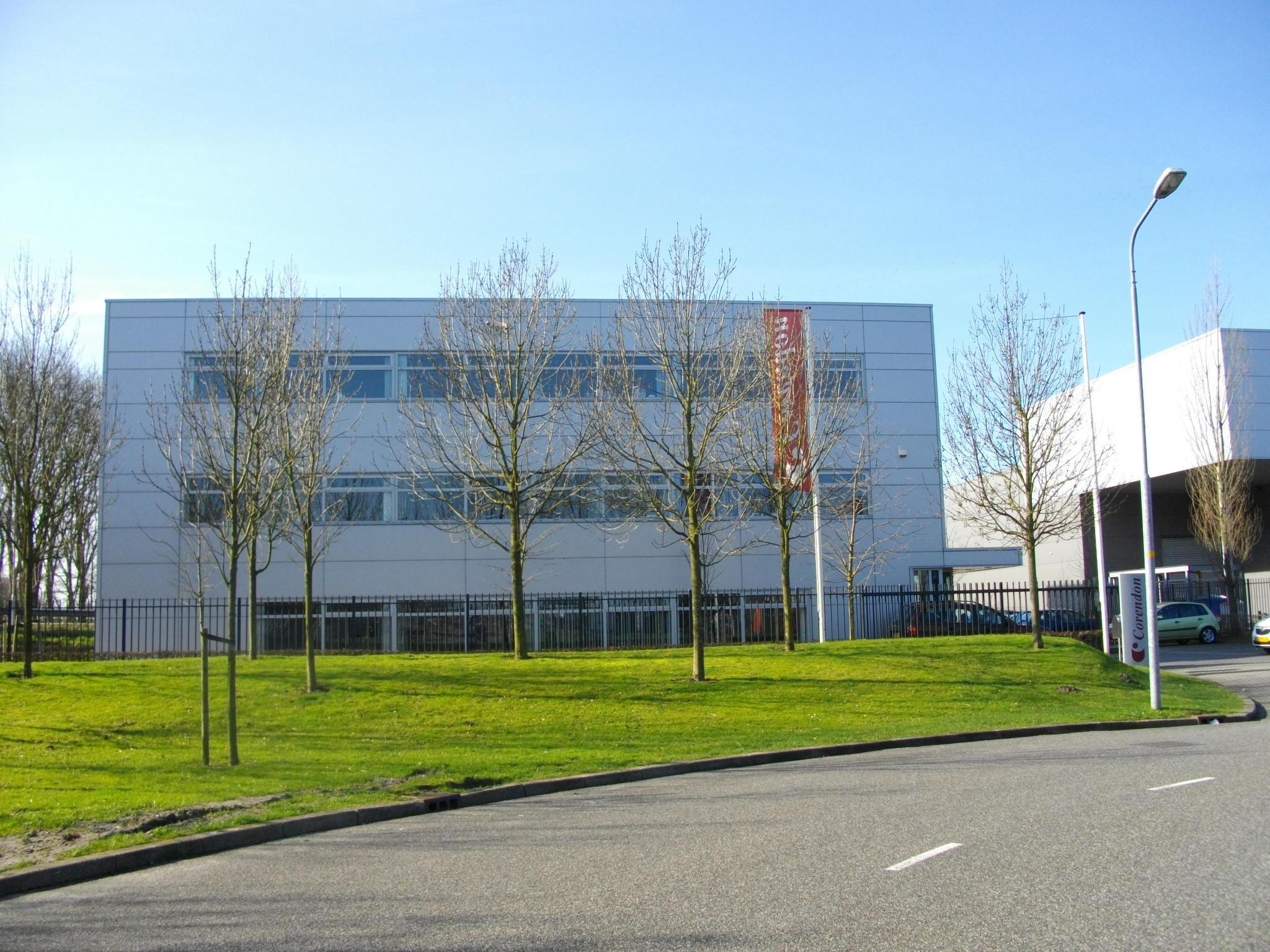